# Stanisław Bednarz (parazytolog)
Stanisław Bednarz (ur. 1921 w Winnikach, zm. 2004 we Wrocławiu) – polski parazytolog.

## Życiorys
W 1941 ukończył szkołę średnią we Lwowie, w 1945 został przymusowo wysiedlony z rodzinnego miasta. Znalazł się wówczas w Kiekrzu, gdzie przez rok pracował jako nauczyciel w szkole podstawowej. W 1946 był pracownikiem Inspektoratu Szkolnego w Trzebnicy, po roku przeniósł się do Wrocławia, gdzie rozpoczął studia na Wydziale Nauk Przyrodniczych Uniwersytetu i Politechniki Wrocławskiej. Podczas studiów w 1950 rozpoczął prace na stanowisku laboranta w Muzeum Instytutu Zoologii Uniwersytetu Wrocławskiego. W 1952 ukończył naukę i uzyskał stopień magistra filozofii w zakresie biologii. W 1953 został asystentem, a w 1956 starszym asystentem w Muzeum Zoologii UWr. Od 1956 był sekretarzem Redakcji Przeglądu Zoologicznego, w 1977 objął funkcję redaktora. W 1962 przedstawił rozprawę doktorską i został adiunktem w Zakładzie Systematyki Zwierząt i Zoogeografii UWr. W 1973 habilitował się, a rok później został docentem i profesorem w Zakładzie Systematyki Zwierząt i Zoogeografii UWr, równocześnie od 1978 kierował tym zakładem. Od 1989 był profesorem nadzwyczajnym, a w 1991 przeszedł na emeryturę.

## Nagrody i odznaczenia
- Medal Zwycięstwa i Wolności 1945 (1946);
- Medal za Odrę, Nysę i Bałtyk (1947);
- Srebrny Medal Zasłużonym na Polu Chwały (1968);
- Medal za udział w walkach o Berlin (1970);
- Złoty Krzyż Zasługi (1973);
- Nagroda Ministra III stopnia (1974);
- Krzyż Kawalerski Orderu Odrodzenia Polski (1983);
- Nagrody Rektora Uniwersytetu Wrocławskiego (1973, 1976, 1980, 1985).